# Giovanni Belzoni
Giovanni Battista Belzoni, född 5 november 1778 i Padua, död 3 december 1823, var en italiensk upptäckare av egyptiska antika byggnadsverk och föremål.
Belzoni växte upp i Rom. Han hade planerat att bli munk, men 1798 ockuperade franska trupper den eviga staden, vilket drev Belzoni från staden och till ändrade karriärplaner. Han flyttade till födelsestaden Padua, därifrån till Nederländerna och sedan till Storbritannien, där han träffade sin blivande fru. De var långa, han var över två meter, och de uppträdde på marknader.
Belzoni reste från Storbritannien till Spanien och Portugal samt vidare till Egypten 1815, där hans vän var generalkonsul. Johann Ludwig Burckhardt sände honom till Thebe, där han avlägsnade en gigantisk byst av Ramses II, vanligtvis kallad Young Memnon, och skickade den till London, där den numera bevaras i British Museum. Han rensade även templet i Abu Simbel från sand, gjorde utgrävningar i Karnak och öppnade Seti I:s grav 1817. Han var den första att ta sig in i den andra pyramiden i Giza och den förste europén i modern tid att besöka Bahariaoasen.
Belzoni återvände till Storbritannien 1819. År 1823 begav han sig till Västafrika i syfte att resa till Timbuktu. Han nekades dock att resa genom Marocko, och valde istället att resa vid Guineakusten. Han nådde Benin, men drabbades av dysenteri och dog.
Bland hans skrifter märks Narrative of the operations and recent discoveries in Egypt and Nubia (1821).